# Вумурт
Вуму́рт (удм. Водяной человек), вукузё (удм. Хозяин воды) — водяной в удмуртской мифологии.
Вумурт ведал водной стихией, от него зависели разливы рек, сохранность плотин, мельниц, обеспечение водой. По внешности вумурты почти ничем не отличаются от обычных людей, но всегда черноволосы.
Между нюлэсмуртами (лешими) и вумуртами происходили ожесточённые битвы; считалось, что они обычно случаются в полдень, поэтому люди опасались купаться, входить в это время в реку, — подобные же представления бытовали и у коми.
К вумурту иногда обращались мумы, нюня «мать», «дядька, отец». Вумурты устраивали шумные свадьбы, приглашали к себе бабку-повитуху, ходили по базарам как обычные люди, только у них был отличительный знак: левая пола одежды мокрая, словом, почти всё, как у людей.
В традиционных представлениях удмуртов белемниты («чёртов палец») считались «пальцами вумурта» (удм. вумурт чиньы), которые он себе часто ломает, но они отрастают вновь. «Пальцы вумурта» находили в реках. Будучи мёртвыми, они всегда холодны. Порошок от скобления «пальца вумурта» применялся в традиционной медицине удмуртов как кровоостанавливающее средство.